# Daniel Rodríguez Moya
Daniel Rodríguez Moya (Granada, 1976) es un poeta español vinculado a Nicaragua. Es doctor por la Universidad de Almería con una tesis sobre la Cruzada de Alfabetización y la utilización de la poesía durante la revolución sandinista en Nicaragua para la enseñanza de la lectoescritura. Master en Comunicación Social y licenciado en Teoría de la Literatura y Literatura Comparada. En 2001 obtuvo el Premio Federico García Lorca de Poesía, convocado por la UGR, por el libro 'Oficina de sujetos perdidos'. Además, ha publicado 'El nuevo ahora', en la editorial Cuadernos del Vigía.Con su último libro, 'Cambio de planes', obtuvo en 2007 el VI Premio Vicente Núñez en Córdoba, publicado por la editorial Visor. Ha publicado la primera antología de poesía nicaragüense del siglo XX que se edita en España: La poesía del siglo XX en Nicaragua (Editorial Visor). Es uno de los integrantes de la antología poética Poesía ante la incertidumbre, publicada por la editorial Visor y que defiende una poesía entendible y que emocione al lector frente a las corrientes herméticas y oscuras. Trabaja como periodista en televisión. También ha sido incluido en Todo es poesía en Granada. Panorama poético (2000-2015). José Martín de Vayas (antólogo). Granada: Esdrújula Ediciones, 2015. 
Sobre su poesía el premio Cervantes de Literatura José Emilio Pacheco, en un artículo en la revista mexicana Proceso escribió, a propósito de su poema 'La Bestia' (The american way of death): "Es ejemplo de una nueva poesía trasatlántica como no se veía desde hace un siglo, en los tiempos del modernismo".
Codirige el Festival Internacional de Poesía Ciudad de Granada junto a Remedios Sánchez, que ha contado entre otros poetas como Ángel González, José Manuel Caballero Bonald, Gonzalo Rojas, Francisco Brines y Raúl Rivero. 
Además, es realizador de películas documentales. Su primer trabajo fílmico llevó por título Me gustan los poemas y me gusta la vida. Filmado junto al escritor nicaragüense Ulises Juárez Polanco, se adentra en los talleres de poesía para niños con cáncer que se realizaban en el hospital infantil Manuel de Jesús Rivera "La Mascota", en Managua, a cargo de los poetas Ernesto Cardenal y Claribel Alegría. La película participó en la sección oficial del Al Jazeera Film Festival en 2015. Su película más reciente lleva por título Nicaragua, patria libre para vivir (Los nietos de la revolución sandinista).

## Filmografía
- Me gustan los poemas y me gusta la vida (2015)
- Brigadistas (2016)
- Nicaragua, patria libre para vivir (La insurrección de los nietos de la revolución sandinista) (2019)